# Associação Académica de Lisboa
A Associação Académica de Lisboa (AAL) é uma Federação de Associações de Estudantes de várias faculdades, institutos e universidades, privadas e públicas, representando os estudantes dessas instituições do Ensino Superior da Grande Área Metropolitana de Lisboa. 
A AAL possui vários departamentos e projectos de apoio aos estudantes e de promoção de eventos de relevância, como a Queima das Fitas de Lisboa, Semana Académica de Lisboa, a Receção ao Caloiro, entre outros.

## História
Nos anos 60 as actividades circum-escolares eram regulamentadas pelo Decreto-lei 44632 de 15 de Outubro de 1962, mas, mesmo assim, algumas associações estudantis persistiam em actividade, tais como as das faculdades de Letras, Direito, Medicina, Agronomia e do Instituto Superior Técnico. Depois do 25 de Abril de 1974 viveram-se momentos conturbados no associativismo Lisboeta. No entanto, os estudantes começam livremente a participar e a organizar eventos de índole académica e cultural, decorrendo na segunda semana em Maio de 1985 a primeira "Semana Académica de Lisboa", da responsabilidade de alunos da FCMUNL, FDUL, FEUNL, FFUL, FMUL, ISA, ISCSP e IST. Em 13 de Novembro de 1985, por força da AEISEL e da FMUL, é constuída oficialmente a Associação Académica de Lisboa, que viria em 24 de Abril de 1987 a ser dotada de personalidade jurídica.
A primeira Direcção eleita da AAL tomou posse no dia 21 de Janeiro de 1986, em sessão solene realizada na Sala do Senado da Reitoria da Universidade de Lisboa, à qual compareceram o então Primeiro-Ministro Aníbal Cavaco Silva, o Ministro da Educação João de Deus Pinheiro e diversos representantes das instituições da academia de Lisboa.
A sua primeira sede provisória foi no Hospital de Santa Maria, na dependência da Associação de Estudantes da Faculdade de Medicina de Lisboa, até que em Dezembro de 1986 transitou para instalações cedidas pela Câmara Municipal de Lisboa no Areeiro.
Em 1989 foi constituída a Secção Autónoma para o Desporto da AAL (SAD/AAL) responsável pela organização de campeonatos desportivos, promoção e divulgação da prática desportiva e de hábitos saudáveis de vida junto dos estudantes. Desde o dia 22 de Dezembro de 2004 foi criada a Associação Desportiva do Ensino Superior de Lisboa (ADESL) que substitui a extinta SAD/AAL.
Em 1996 nasceu um dos projectos mais importantes da AAL, o Espaço Ágora, de forma a responder à satisfação das necessidades concretas dos estudantes do ensino superior no campo das condições de estudo e aprendizagem, no apoio específico ao nível dos serviços e na criação de um local que estimulasse o convívio académico. O Espaço Ágora esteve localizado no Cais do Sodré até Novembro de 1999, altura em que se transferiu para a zona de Santos.
Em 2019, aquando da celebração dos "35 anos de eventos" a Associação Académica de Lisboa lançou a "Queima das Fitas de Lisboa", uma novidade absoluta na academia Lisboeta que promete ser um evento de cariz recreativo e cultural. Durante os anos da pandemia da Covid-19 a AAL entrou num período de fraca dinamização, tendo a estrutura sido revigurada em 2023 com a Tomada de Posse de novos órgãos sociais na Câmara Municipal de Lisboa.
Em 2023, delegaram a organização da Semana Académica de Lisboa 2023 à Capitalzone, após diversos problemas, como atraso na abertura de portas e concertos cancelados por falta de pagamento tendo o mesmo sido adiado para Maio de 2024, não tendo decorrido, devido a insolvencia da empresa produtora. Outras associações como a FAL, que sempre se demarcou do evento, e a AAUL, que apesar de possuirem um banca não possuiram funções na organização, tem recebido diversas reclamações da falta do reembolso, a presidente interina da FAL (Mariana Barbosa) chega a acusar a AAL de roubo e afirma que o Festival Académico de Lisboa 2024 pode ser prejudicado por toda a situação com o SAL2023.
Após a realização da Semana Académica de Lisboa de 2023 a AAL entrou num período de inexistência política, tendo a responsabilidade de assegurar a representação dos interesses dos estudantes de Lisboa recaido para outras estruturas como a Federação Académica de Lisboa, a Associação Académica da Universidade de Lisboa e a Federação Académica do Instituto Politécnico de Lisboa. 

## Objectivos
De acordo com os seus estatutos, a AAL prossegue os seguintes objectivos:
- Representar as associações de estudantes federadas, prosseguindo os interesses comuns destas e dos estudantes do ensino superior.

- Fomentar a cooperação entre as associações estudantes federadas, coordenando actividades comuns entre estas;

- Promover a realização de actividades culturais , recreativas, educativas, sociais e desportivas destinadas ao fomento do convívio, da solidariedade e da unidade entre os estudantes do ensino superior;

- Prestar serviços de natureza diversa às associações de estudantes federadas e aos estudantes do ensino superior;

- Promover e incentivar o desenvolvimento do associativismo estudantil enquanto expressão da responsabilidade e intervenção dos estudantes na sociedade;

- Promover a ligação entre a Academia e a restante sociedade;

- Encetar laços de cooperação com todos os organismos estudantis, nacionais e internacionais, cujos princípios e objectivos sejam conformes com os da AAL;

- Participar na definição da política educativa, em todos os seus domínios, na elaboração de legislação sobre o ensino superior;

- Promover o debate, amplo e democrático, de temas de interesse estudantil.

## Órgãos Sociais
A AAL é composta por:
- Mesa da Assembleia-geral: constituída por um Presidente, um Vice-Presidente e um Secretário;

- Conselho Fiscal: constituído por um Presidente, um Vice –Presidente e um Secretário.

- Direcção: constituída por um número de pessoas não inferiores a sete nem superior a quinze, havendo um Presidente, um ou mais Vice-Presidentes e um Tesoureiro, sendo os restantes Vogais;

## Associados
- Associação Académica da Universidade Lusíada de Lisboa
- Associação Académica Da Universidade Autónoma De Lisboa
- Associação de Alunos da Escola Náutica Infante D. Henrique
- Associação de Estudantes da Escola Superior de Hotelaria e Turismo do Estoril
- Associação de Estudantes da Faculdade de Ciências Sociais e Humanas da Universidade Nova de Lisboa
- Associação de Estudantes da Faculdade de Letras da Universidade de Lisboa
- Associação de Estudantes da Instituto Superior de Contabilidade e Administração de Lisboa
- Associação de Estudantes do Instituto Superior de Engenharia de Lisboa
- Associação de Estudantes do Instituto Superior de Tecnologias Avançadas de Lisboa

## Espaço Ágora
O Espaço Ágora nasceu em 1996 localizado no Cais do Sodré, tendo mudado de instalações em 1999 para a Rua Cintura do Porto de Lisboa. O Espaço Ágora funciona 24 horas por dia, 365 dias por ano, oferecendo aos seus utilizadores uma rede de serviços de apoio ao estudante do ensino superior, fundamentais para as exigências académicas.